# Legionarios Poás
El Legionarios Poás es un equipo de fútbol aficionado de Costa Rica que juega en la Primera División de LINAFA, la tercera categoría de fútbol en el país.

## Historia
Fue fundado en el año 2015 en el cantón de Poás en la provincia de Alajuela y debutaron en la Tercera División de LINAFA en la temporada 2015/16, formando parte de la región 10, enfrentando a otros equipos de la provincia de Alajuela.
En esa temporada vencieron en la final al ADF Turrucares en el Polideportivo Monserrat, con lo que jugarán el la Primera División de LINAFA para la temporada 2016/17 por primera vez en su historia.

## Partidos Importantes
Como parte de la preparación para la temporada 2016/17, Legionarios Poás enfrentó en un partido amistoso en agosto de 2016 al CF UCR, de la Primera División de Costa Rica, partido que perdieron 0-8 en el Polideportivo de Poás.

## Palmarés
- Tercera División de LINAFA - Región 10: 1

2015/16